# Districtul Bacho
Bacho (thailandeză บาเจาะ) este cel mai nordic district (amphoe) al Provinciei Narathiwat, sudul Thailandei.

## Istorie
În 1908 districtul a fost înființat ca district minor (king amphoe) numit Champako (จำปากอ), care a devenit un district în anul următor. În 1917 districtul a fost redenumit Bacho.
Districtul era parte din provincia Sai Buri, care a fost desființată în 1932. Districtul Sai Buri aparținea provinciei Pattani, iar Bacho aparținea Provinciei Narathiwat.

## Geografie
Districtele vecine sunt amphoe-ul Mueang Narathiwat, amphoe-ul Yi-ngo și amphoe-ul Rueso al Provinciei Narathiwat, amphoe-ul Raman al Provinciei Yala, amphoe-ul Kapho, amphoe-ul Sai Buri, și amphoe-ul Mai Kaen al Provinciei Pattani.
Parcul National Budo - Su-ngai Padi este în munți, la granița dintre Yala și Pattani.

## Administrație
Districtul este divizat în 6 subdistricte (tambon), care sunt subdivizate în 43 sate (muban). Bacho este un subdistrict municipiu (thesaban tambon) care incojoară parti al tambon-ului Bacho. Don Sai este un alt subdistrict municipiu care incojoară o parte al tambon-ului Paluka Samo. Zonele non-municipale sunt înconjurate de șase organizații administrative ale tambon-ului.
| Număr | Nume        | Thailandeză | Sate | Locuitori |
| ----- | ----------- | ----------- | ---- | --------- |
| 1.    | Bacho       | บาเจาะ      | 8    | 12,153    |
| 2.    | Lubo Sawo   | ลุโบะสาวอ    | 7    | 6,530     |
| 3.    | Kayo Mati   | กาเยาะมาตี   | 5    | 6,285     |
| 4.    | Paluka Samo | ปะลุกาสาเมาะ | 11   | 11,696    |
| 5.    | Bare Nuea   | บาเระเหนือ   | 6    | 5,661     |
| 6.    | Bare Tai    | บาเระใต้     | 6    | 6,280     |

## Legături externe
- amphoe.com
- Budo - Su-ngai Padi National Park